# Transilvanian Hunger
 (février 2008).
Si vous disposez d'ouvrages ou d'articles de référence ou si vous connaissez des sites web de qualité traitant du thème abordé ici, merci de compléter l'article en donnant les références utiles à sa vérifiabilité et en les liant à la section « Notes et références ».
Albums de Darkthrone
Under a Funeral Moon
(1993) Panzerfaust
(1995)
Transilvanian Hunger est le quatrième album du groupe de black metal norvégien Darkthrone, paru en 1994 sur le label Peaceville Records.
Aujourd'hui reconnu comme un chef-d'œuvre du genre [réf. souhaitée], l'album sortit néanmoins à l'époque dans une atmosphère de mépris général[réf. souhaitée] : en effet, les groupes de black metal furent longtemps classés à part des autres en raison de l'extrémisme de leur musique et de leurs idées.

## Musique

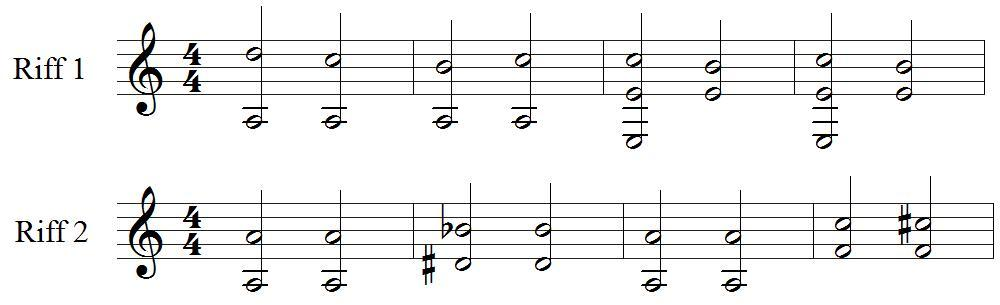
Riffs de Transilvanian Hunger

Musicalement, il s'agit d'une œuvre de black metal brut[réf. souhaitée]. Le son, volontairement de médiocre qualité, est dénué de toute fioriture, contribuant à l'ambiance glaciale que dégagent les morceaux en général. Il y a huit titres, six en norvégien et deux en anglais. Les quatre premiers textes sont l'œuvre de Fenriz, batteur du groupe ; les quatre derniers ayant été écrits pour Darkthrone par Count Grishnackh (Varg Vikernes) de Burzum.

## Polémiques
Beaucoup de choses ont été dites sur le Darkthrone de cette époque. Cela a surtout servi à renforcer le mythe d'un groupe alors totalement inaccessible (refus de jouer live), obscur et mystérieux[réf. souhaitée]. Néanmoins, la polémique provient des déclarations sur la pochette de l'album, qui feront peser des soupçons d'antisémitisme sur le groupe. La première édition de l'album, qui restera disponible jusqu'à la réédition de 2001, contenait au dos du CD l'inscription « norsk arisk black metal » (« black metal norvégien et aryen »), bien que le groupe ait expliqué avoir utilisé le mot « arisk » pour signifier « vrai », ce qui se confirme dans la phrase en anglais également présente sur la pochette : « true norwegian black metal ». La participation de Count Grishnackh, alias Varg Vikernes, à cet album, connu pour ses opinions racistes, n'est pas pour calmer la situation. Cela aura d'ailleurs des conséquences directes, notamment avec leur distributeur français Média 7, refusant de s'occuper de leur promotion.
Les membres du groupe admettront plus tard regretter ces agissements et les considérer comme des erreurs de jeunesse.

## Musiciens
- Fenriz – paroles (titres 1 à 4), basse (titres 1 à 4), guitare, batterie
- Nocturno Culto – chant, guitare, basse (titres 5 à 8)
- Varg Vikernes – paroles (titres 5 à 8)

## Liste des morceaux
| 1.    | Transilvanian Hunger          | Fenriz            | 6:09 |
| 2.    | Over Fjell Og Gjennom Torner  | Fenriz            | 2:29 |
| 3.    | Skald Av Satans Sol           | Fenriz            | 4:28 |
| 4.    | Slottet I Det Fjerne          | Fenriz            | 4:45 |
| 5.    | Graven Takeheimens Saler      | Greifi Grishnackh | 4:59 |
| 6.    | I En Hall Med Flesk Og Mjød   | Greifi Grishnackh | 5:12 |
| 7.    | As Flittermice As Satans Spys | Count Grishnackh  | 5:55 |
| 8.    | En As I Dype Skogen           | Greifi Grishnackh | 5:03 |
| 39:00 |                               |                   |      |